# Austria en los Juegos Olímpicos de Melbourne 1956
Austria estuvo representada en los Juegos Olímpicos de Melbourne 1956 por un total de 34 deportistas que compitieron en 12 deportes.  
El portador de la bandera en la ceremonia de apertura fue el ciclista Franz Wimmer.

## Medallistas
El equipo olímpico austríaco obtuvo las siguientes medallas:
| Nombre                             | Deporte    | Competición             |
| ---------------------------------- | ---------- | ----------------------- |
| Oro                                |            |                         |
| —                                  |            |                         |
| Plata                              |            |                         |
| —                                  |            |                         |
| Bronce                             |            |                         |
| Maximilian Raub Herbert Wiedermann | Piragüismo | K2 1000 M               |
| Alfred Sageder Josef Kloimstein    | Remo       | Dos sin timonel (M2-) M |